# Style Network
Esquire Network (Dawniej Style Network) – amerykański kanał telewizyjny, nadawany przez spółkę Universal Networks International należąca do NBCUniversal, którego właścicielem był koncern Comcast i General Electric. Kanał tematyczny nadający programy lifestylowe przeznaczone głównie dla kobiet. Kanał jest skierowany głównie do pań w wieku od 18 do 49. Główna tematyka programów to moda, projektowanie, dekoracje wnętrz, miejskie style życia.
W Polsce dostępny był w angielskiej wersji językowej od 1 października 2008 r. w sieci Vectra, jednakże polską wersję językową dla kanału wprowadzono dopiero 19 sierpnia 2011 r. Kanał dnia 15 listopada 2012 roku został wycofany z sieci Vectra i nie nadaje już na terenie polski.